# Fundação Terra

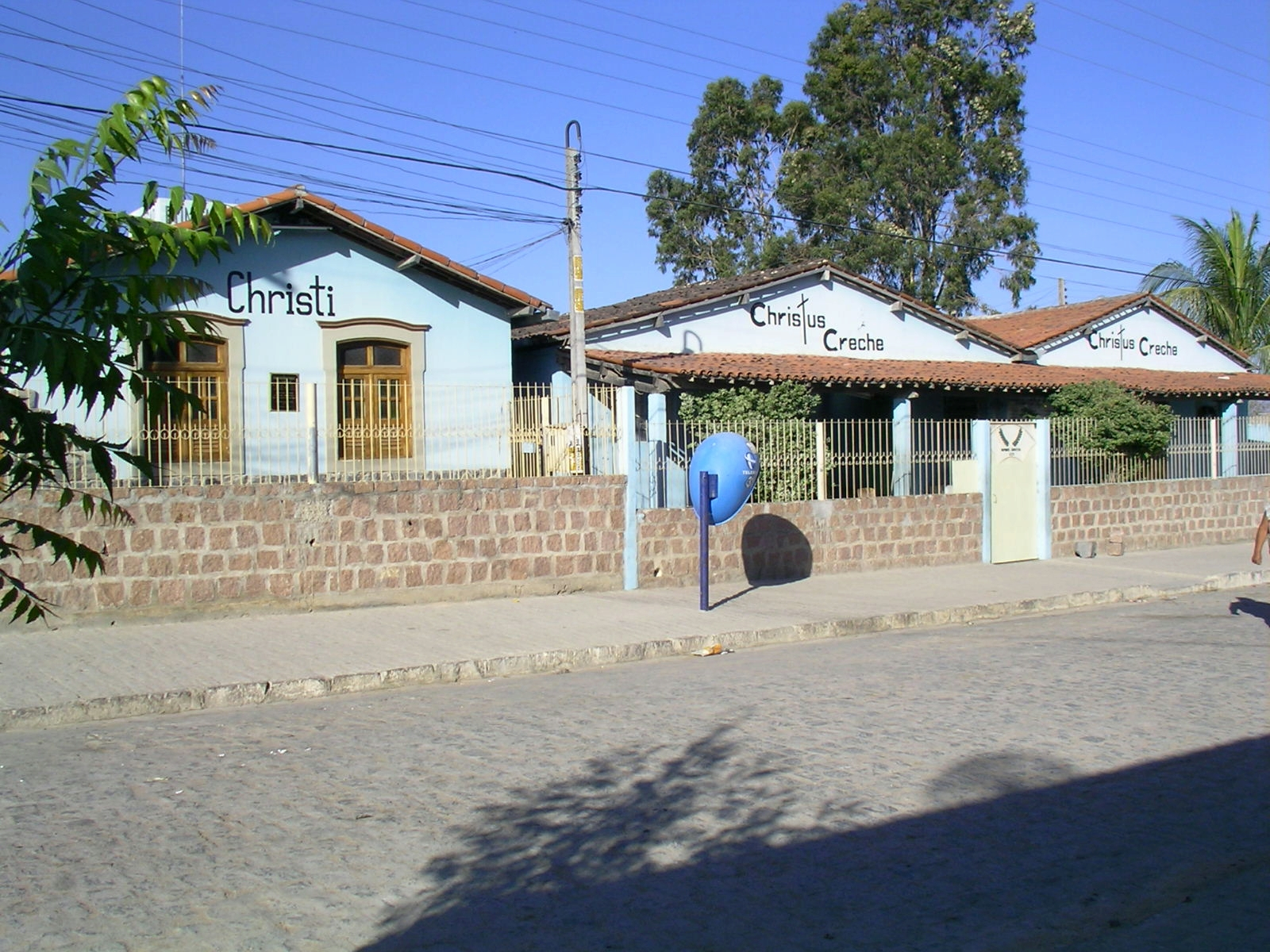
Die Hauptgebäude der Fundação Terra

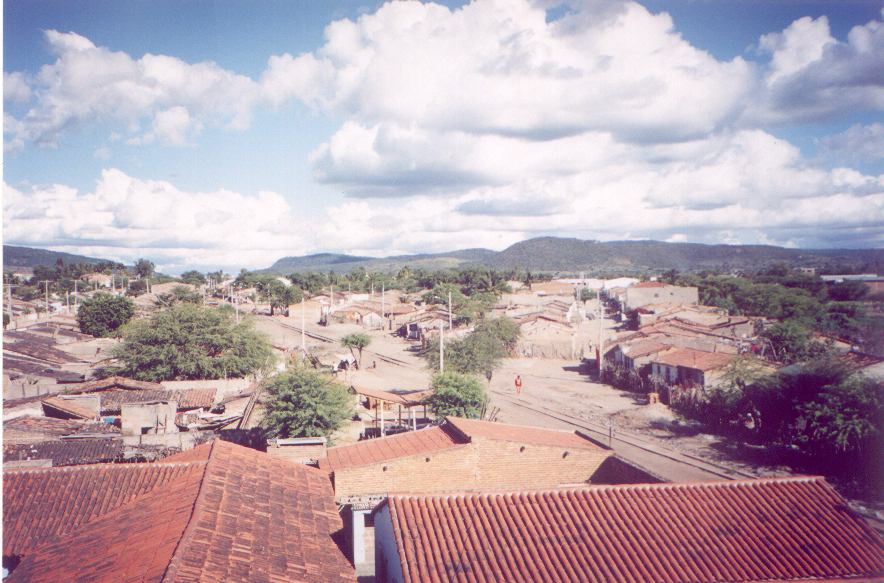
Blick auf die Müllstraße

Die Fundação Terra (in Deutschland meist als Projekt Arcoverde bezeichnet) ist eine aus Spenden, die zum größten Teil aus Deutschland kommen, finanzierte Selbsthilfeorganisation im Armutsviertel „Rua do Lixo“ (Müllstraße) der nordostbrasilianischen Kleinstadt Arcoverde. Der Name bedeutet „Stiftung Erde“. 

## Entwicklung
Das Projekt wurde 1984 zunächst aus eigener Kraft (und nicht als Stiftung) von Pater Airton Freire de Lima mit Hilfe der Bewohner des Armutsviertels gegründet. Zuvor hatte die Müllkippe am Ende der Müllstraße im südöstlichen Teil der Stadt die Bewohner der Straße alleine ernährt, indem sie sich dort Nahrung und verwert- oder verkaufbare Gegenstände suchten. Die Menschen lebten unter unhygienischen und unwürdigen Bedingungen in winzigen Lehmhütten. Nach und nach gelang es Pater Airton und den Bewohnern, die Situation allmählich zu verbessern, hauptsächlich durch Spendengelder. 
Seit der Gründung hat sich die Fundação Terra zu einem in viele Sektoren unterteilten Projekt entwickelt, in dem nicht nur viele Menschen in den verschiedensten Bereichen Arbeit gefunden haben, sondern auch Ausbildungsmöglichkeiten für alle Altersgruppen, jedoch vor allem für Kinder und Jugendliche, bestehen. Die tragenden Säulen sind: Bildung, Gesundheit, Glaube. Über die Schulklassen hinaus verfügt die Fundação Terra unter anderem über einen Kindergarten, Computerkurse im eigenen PC-Pool, ein Altersheim mit 18 Plätzen (2004 um drei Plätze erweitert), ein Mutter-Kind-Haus, zwei Bauernhöfe, eine Schusterei, eine Papierrecyclinggruppe und zwei Kapellen. Mit Hilfe der Spenden werden nach und nach für die Bewohner der Müllstraße feste Häuser gebaut, Einzelne werden in ihren externen Ausbildungen oder bei anderen Bedürfnissen unterstützt. Des Weiteren bietet die Stiftung den Bewohnern z. T. kostenlose Gesundheits-Checks an. 
Auf den Bauernhöfen, in der Papierrecyclinggruppe, der Schusterei und anderen kleinen Bereichen erwirtschaften die Teilnehmer ihren eigenen kleinen Unterhalt, mit dem Ziel, von der Fundação Terra eines Tages unabhängig wirtschaften zu können. Die Lebensqualität der Bewohner der Müllstraße hat sich in den letzten 20 Jahren erheblich verbessert. Die Gemeinschaft ist zu einer Gemeinde von ca. 400 Familien angewachsen.
Die Fundação Terra bietet den deutschen Spendern jährliche Rundbriefe und Patenschaften für einzelne Kinder an. Darüber hinaus bereist Pater Airton Freire de Lima in regelmäßigen Abständen Deutschland, um Vorträge über seine Arbeit zu halten und neue Spender zu werben, zuletzt im September 2005. Im März 2007 hat statt Pater Airton dessen Bruder Wellington Gemeinden in Deutschland, Frankreich und den Niederlanden besucht, ebenso im Oktober 2009. Derzeit gibt es in Deutschland etwa 600 regelmäßige Spender, 50 davon haben spezielle Patenschaften mit Schulkindern.
Freiwillige Helfer, z. B. Zivildienstleistende vor Ort, vor allem aus Deutschland, sind in das Projekt involviert.